# Martini-Henry
A Martini-Henry egy egylövetű, billenőtömbzáras puska. 1871-ben állították hadrendbe, és hamarosan a Snider–Enfield helyére lépett. A fegyver különböző változatait harminc éven át használták a Brit Birodalomban. Bár a brit hadseregnél a Snider volt az első, elöltöltősből átalakított hátultöltős fegyver, a Martini volt az első melyet eleve hátultöltősként terveztek, emellett gyorsabb tüzelésre volt képes és nagyobb hatótávolsága volt.